# Mbarara City FC
Der Mbarra City Football Club ist ein ugandischer Fußballverein aus Mbarara im Distrikt Mbarara. Aktuell, Stand Oktober 2024, spielt der Verein in der ersten Liga, der Ugandan Super League.

## Geschichte
Der Verein wurde 2010 als Citizens Football Club gegründet, nachdem die Leitung der Citizens High School beschlossen hatte, eine Fußballmannschaft zu gründen, die an Wettbewerben für Erwachsene teilnehmen soll und den Fußball an der Schule fördern sollte. Von 2010 bis 2014 spielte die Mannschaft in der in der Regionalliga Westuganda. 2014 wurde die Mannschaft Meister und stieg in die zweite Liga auf. Im Juli 2016 wurde der Verein in seinen heutigen Namen Mbarara City Football Club umbenannt. 2017 gewann der Klub die Play-off-Spiele und stieg somit in die erste Liga auf.

## Erfolge
- Regionalliga Westuganda: 2014
- FUFA Big League Play-off: 2017

## Stadion
Der Verein trägt seine Heimspiele im Kakyeka Stadium in Mbarara im Distrikt Mbarara aus. Das Stadion hat ein Fassungsvermögen von 1500 Personen.

## Trainer
Stand: Oktober 2024
| Trainer         | Nation | von             | bis           |
| --------------- | ------ | --------------- | ------------- |
| Sadick Sempigi  | Uganda | 14. Januar 2022 | 30. Juni 2023 |
| Wasswa Bbosa    | Uganda | 4. Juli 2023    | 30. Juni 2024 |
| Charles Mbabazi | Uganda | 1. Juli 2024    |               |